# Engaño del Dreadnought

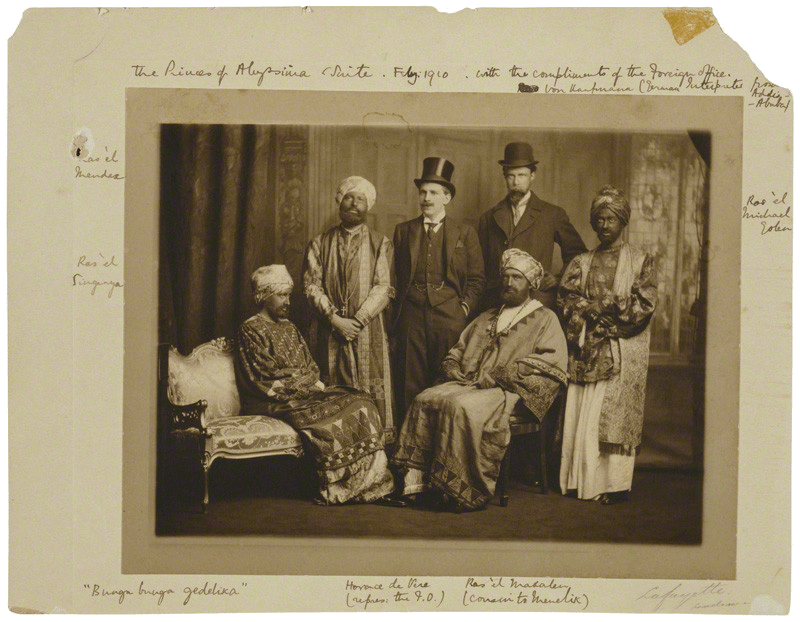
Los farsantes del Dreadnought con toda la parafernalia abisinia; de izquierda a derecha: Virginia Woolf (travestida y con barba), Duncan Grant, Horace de Vere Cole, Adrian Stephen, Antony Buxton y Guy Ridley.

El engaño del Dreadnought, también conocido en español  como "farsa del Dreadnought" o "gran timo del Dreadnought", fue una broma llevada a cabo por el poeta Horace de Vere Cole y otros cinco compañeros el 7 de febrero de 1910, que puso en ridículo a la Armada británica.
Cole engañó a la Royal Navy para que le enseñase su buque insignia, el HMS Dreadnought, a una supuesta delegación de príncipes abisinios que en realidad eran ingleses de clase alta disfrazados. El grupo fue recibido con toda la pompa de una visita de estado. El engaño captó la atención de la prensa de la época y puso de relieve la existencia del Círculo de Bloomsbury, además de dejar en ridículo a la Armada británica.

## Desarrollo de la broma
Cole había llevado a cabo varias acciones parecidas con anterioridad, de hecho, en 1905, en Cambridge, junto con Adrian Stephen ya utilizó el disfraz de abisinio para gastar una broma al rector de la universidad. Estas acciones del poeta estaban a medio camino entre el intelectualismo y el carácter adolescente.
El engaño lo llevaron a cabo seis miembros del Círculo de Bloomsbury: el poeta Horace de Vere Cole, la escritora Virginia Stephen (posteriormente conocida como Virginia Woolf), el psiquiatra y escritor Adrian Stephen (hermano de Woolf), Guy Ridley, el autor y naturalista Anthony Buxton y el artista Duncan Grant. Ni Woolf ni Grant formaban parte del plan inicial, se unieron al grupo dos días antes.

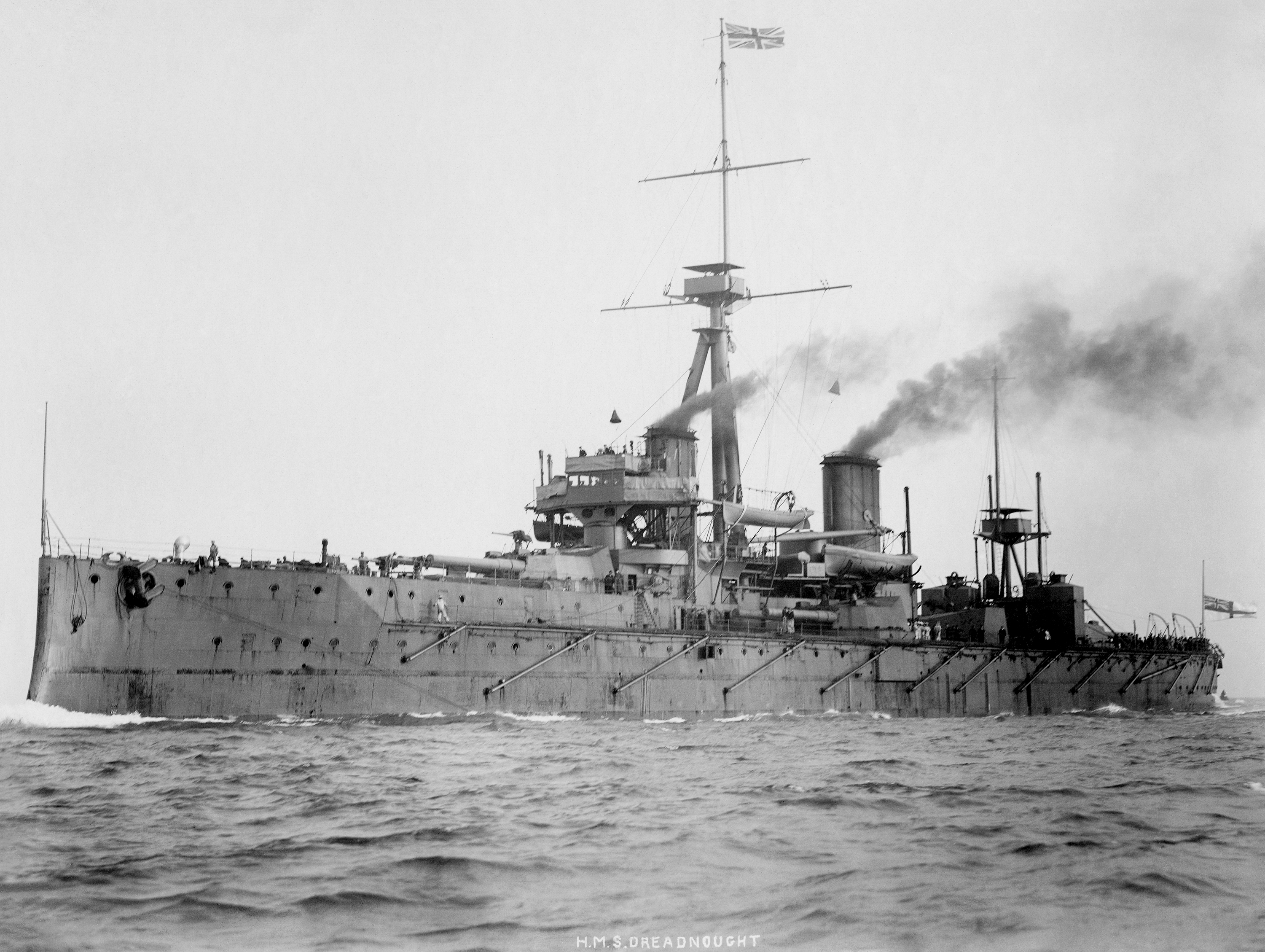
El HMS Dreadnought en 1906.

Para hacerse pasar por príncipes etíopes, se disfrazaron con turbantes y oscurecieron su piel con maquillaje. Virginia Woolf además se travistió, para lo que se cortó el pelo como un hombre. La principal limitación de sus disfraces era que en caso de comer o beber el maquillaje se estropearía. Adrian Stephen asumió el papel de "intérprete", un alemán llamado "Herr Kauffmann", y Cole el de representante del Foreign Office que acompañaba al grupo.
Cole, junto con la "comitiva real", acudió a la estación londinense de Paddington donde dijo ser "Herbert Cholmondeley" del Foreign Office y solicitó un tren especial a Weymouth; el jefe de la estación habilitó un transporte VIP.
Inmediatamente después de que el tren abandonase la estación de Paddington, a través de un cómplice cuya identidad jamás fue revelada, se envió un telegrama avisando de la llegada de la "comitiva real" al buque, que en aquel momento estaba amarrado en la isla de Portland. 
En el mensaje se decía que el buque debía estar preparado para la visita de un grupo de príncipes de Abisinia y estaba supuestamente firmado por el subsecretario del Foreign Office Sir Charles Hardinge, que no sería informado del engaño hasta varios días después.
Una vez en Weymouth, la Armada recibió a los "príncipes" con una guardia de honor, alfombra roja, banda de música, vestimentas de gala y un coche especial les estaba esperando para llevarlos al puerto. Una vez que la comitiva real llegó al acorazado, fueron recibidos por el almirante Sir William May, Comandante de la Home Fleet, que les rindió honores, como no pudieron encontrar una bandera de Abisinia, usaron la de Zanzíbar y tocaron el himno nacional de ese país, luego pasaron revista a una guardia que formaba frente al barco, tras esto el grupo fue conducido al interior del buque. 
Mientras inspeccionaban el barco, para mostrar sus apreciaciones, se comunicaban en una mezcla de suajili improvisado junto con fragmentos de citas de Homero y Virgilio en griego y latín que pronunciaban de forma que no fuese reconocible, de vez en cuando, se detenían y exclamaban "bunga bunga", como muestra de admiración ante cualquier elemento existente en el buque.
Comenzó una ligera lluvia, con el peligro que esto entrañaba para el maquillaje de los falsos abisinios y a Anthony Buxton se le despegó el bigote postizo al estornudar, pero pudo recomponerlo sin que nadie se diese cuenta. Inmediatamente, a petición de Cole fueron al interior del barco y continuaron con la visita que duró unos cuarenta minutos en total.
Pidieron alfombras de oración y ofrecieron falsas condecoraciones militares a algunos de los oficiales. Uno de los oficiales presentes conocía personalmente a Cole y a Virginia Stephen, pero no los reconoció. 
Al final, el grupo abandonó el buque mientras sonaba el "God save the king" y tomaron el tren de vuelta a Londres.
Una vez terminado el engaño, Horace de Vere Cole contactó con la prensa y envió una foto de los "príncipes" al Daily Mirror, haciendo público el engaño, en cuestión de una semana toda la historia y la foto estaban presentes en varios diarios londinenses.

## Consecuencias
La broma no tuvo consecuencias graves para las carreras de ninguno de los oficiales de la Armada. Aunque existen sólidos indicios de que los oficiales no se "tragaron" el engaño y, ante la duda, se limitaron a no decir nada. La prensa, como es de esperar, hizo eco inmediato de los acontecimientos como si el engaño hubiese sido total, cosa que, aún hoy en día, no queda claro, siendo enorme la humillación de la Armada británica. 
La Armada británica se convirtió en el hazmerreír del país. En el parlamento se formularon preguntas referentes al incidente y los oficiales de la Armada se lo tomaron de diferentes formas, desde con el mejor sentido del humor hasta la más completa indignación. Más tarde, la Royal Navy solicitó el arresto de Cole. Sin embargo, ni Cole ni el resto de la "comitiva real" habían quebrantado ninguna ley, la única infracción cometida en el engaño fue el telegrama con firma falsa, que no fue obra de ninguno de los seis miembros del grupo. 

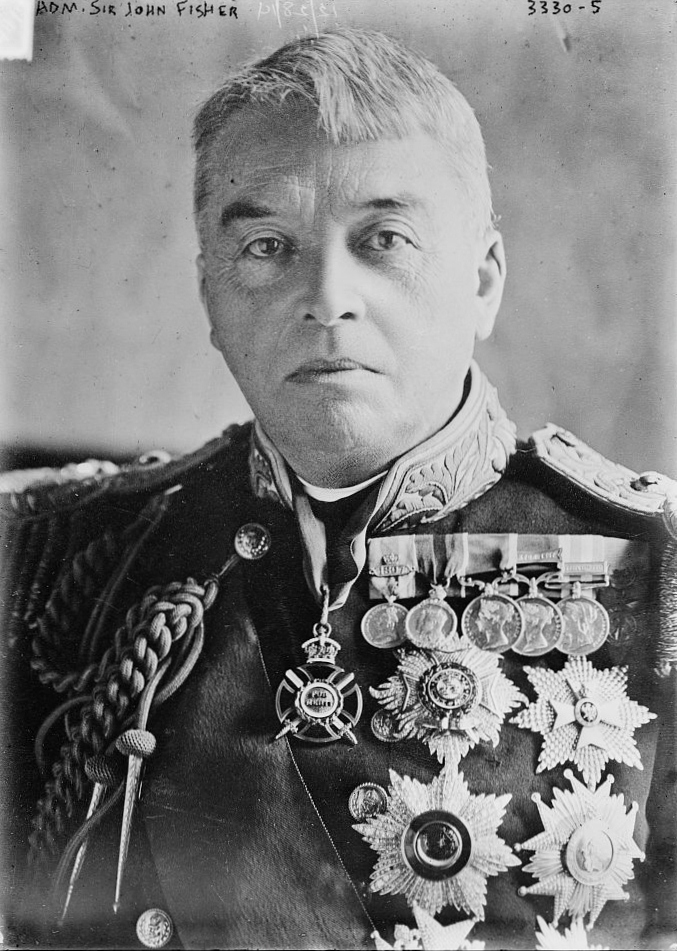
John Arbuthnot Fisher, Primer Lord del Almirantazgo y artífice de la construcción del acorazado.

Como reprimenda al insulto a su buque insignia, algunos de los oficiales de la Armada más indignados fueron a casa de Cole para azotarle a él y a otros participantes en las nalgas con bastones, llevando a cabo la reprimenda en algunos de ellos. En el caso de Cole, éste contestó diciendo "¿Y por qué no vosotros?, os hemos engañado y os lo merecéis". También se instó al grupo a que acudiese a las oficinas del Primer Lord del Almirantazgo para presentar sus disculpas; uno de ellos acudió pero no fue recibido.
Tras el engaño, durante las visitas al acorazado, algunos visitantes mostraban su admiración por el buque con las palabras "Bunga Bunga" y cuando, cierto tiempo después, el auténtico emperador de Etiopía, visitó Inglaterra, era perseguido por niños que gritaban "¡Bunga! ¡Bunga!". Irónicamente, el emperador solicitó visitar las instalaciones de la Armada, pero el representante del almirantazgo rechazó la posibilidad de visita, probablemente para evitar situaciones embarazosas. El almirante implicado también tuvo que soportar que la gente le dijese "Bunga Bunga" por la calle, las palabras "bunga bunga" adquirieron tal relevancia que incluso se incluyeron en canciones.
En 1915, durante la Primera Guerra Mundial, el HMS Dreadnought embistió y hundió al submarino alemán SM U-29, y entre los telegramas de felicitación había uno que decía "BUNGA BUNGA".

## Carga simbólica
Para poder valorar el impacto de esta acción, es necesario tener en cuenta el concepto del imperialismo inglés de inicios del siglo XX y la capacidad simbólica del poderoso y novedoso buque de guerra en el contexto de la rivalidad con Alemania.
Además, se podría intuir que el hecho de elegir Abisinia como la procedencia de los "príncipes" responde a que ese país desde el siglo XIX había sido una colonia inglesa, italiana y francesa, obteniendo una independencia de facto pocos años antes. Aunque es discutible que esta circunstancia la tuviesen presente Cole y Stephen en el momento de planificar la acción, cuadra con la ideología del grupo, además Anthony Buxton se presentó a sí mismo como “Ras el Mendax” una composición del nombre y el título del auténtico emperador de Abisinia, Menelik II.
El hecho de que un grupo de intelectuales, rompedores con los principios culturales y estéticos de la época llevasen a cabo una afrenta de este tipo contra la Royal Navy, una institución marcadamente clasista y rígida, es de un gran interés desde el punto de vista cultural, como escenificación de la liquidación de los valores victorianos de búsqueda ante todo de la respetabilidad social, la moralidad represiva o las actitudes aristocratizantes.
En cualquier caso, las ideas contra la violencia, el imperialismo y la crítica a la sociedad victoriana son rasgos característicos del Círculo de Bloomsbury, siendo este el marco en el que el grupo se implica en la acción, ridiculizando una institución con las características y carga simbólica que la Royal Navy tenía en la época.